# Amara decora
Amara decora är en skalbaggsart som beskrevs av Notman. Amara decora ingår i släktet Amara och familjen jordlöpare. Inga underarter finns listade i Catalogue of Life.